# Stella Pende
Stella Pende (Roma, 24 febbraio 1951) è una giornalista e conduttrice televisiva italiana.

## Biografia
Nipote dell'endocrinologo Nicola Pende, ha frequentato il liceo classico e in seguito la facoltà di lettere e filosofia de la Sapienza - Università di Roma. Nel 1974 è entrata come collaboratrice a «Panorama», dove trascorrerà gran parte della propria vita professionale. È diventata giornalista professionista nel 1979. Ha scritto anche per «L'Occhio», quotidiano diretto da Maurizio Costanzo.
Nel 1982 ha condotto su Raidue la rubrica Sì però..., all'interno della trasmissione Mixer di Giovanni Minoli, e, nel 1984, la rubrica Sotto a chi tocca... all'interno del programma musicale Blitz condotto da Gianni Minà. Verrà allontanata dalla Rai subito dopo la bestemmia pronunciata in diretta da Leopoldo Mastelloni nel suo microfono.
Nel 1983 ha recitato una parte nel film "FF.SS." - Cioè: "...che mi hai portato a fare sopra a Posillipo se non mi vuoi più bene?" 
Nel 1986 ha pubblicato per Longanesi il libro L'ho fatto per amore. Due anni dopo è passata a «L'Europeo» come inviata. Il suo ritorno in tv è stato 1992 con Le ragioni del cuore, su Raidue. Nello stesso anno ha ripreso a lavorare per Panorama, come inviata, ruolo che manterrà fino al 2009. È tra i pochi giornalisti italiani ad aver intervistato Muʿammar Gheddafi. 
Nell'estate del 2010 ha curato, insieme a Sandra Magliani, il programma d'attualità Storie di Confine-Barriere Invisibili, trasmesso su Rete 4. Scrive per Panorama e Donna Moderna. 
Dopo la pubblicazione del suo terzo libro, Confessione reporter, dal 2012 è autrice e conduttrice del programma televisivo omonimo trasmesso in seconda serata su Italia 1, poi passato a Rete 4 con il suo spin off con sottotitolo Incontri (intervista ai grandi giornalisti televisivi).

## Vita privata
Ha un figlio, Nicola, nato dalla relazione con il calciatore e allenatore Marco Tardelli.

## Opere principali
- L'ho fatto per amore (Milano, Longanesi, 1986)
- Voglia di madre (Milano, Corbaccio, 1995)
- Confessione reporter: quello che non ho mai scritto (Milano, Ponte alle Grazie, 2011)